# Bartosz Fabiniak
Bartosz Fabiniak (Stettino, 17 settembre 1982) è un ex calciatore polacco, di ruolo portiere.